# 心のままに〜心のままに&sessions〜
『心のままに〜心のままに&sessions〜』（こころのままに こころのままに・アンド・セッションズ）は、島谷ひとみのコンセプト・ミニアルバム。2016年2月3日に avex trax からリリースされた。新曲2曲とセルフカバー4曲を収録している。
表題曲の「心のままに」は NHK ドラマ10『愛おしくて』の主題歌に起用された、大人の恋模様を歌うミディアムバラード。ミュージックビデオは歌の世界観を踏まえ、夜ロケーションを行なって映画的に仕上げており、島谷自身は「今回は自分が主人公の物語ではなく色んな愛の形を東京の夜の街を舞台に客観的に見守っているという様なシュチュエーションを描きました、今までは自分の事を含めて表現してきた作品もありましたが、客観的目線で表現するというのは、自分も歳を重ねて新たなステップを踏んで来ているんだと実感した」とコメントしている。
セルフカバーの4曲は、2015年から始めた自主企画ライブ『きょう、ここでうたっています。』のアットホームな雰囲気を意識した上で島谷が自ら選曲し、同ライブのバンドマスター・井出泰彰によるアコースティック調なリアレンジのもとスタジオセッションで再録したものである。
アートワークは表題曲の歌詞世界を再現するため、島谷としては珍しい男性とのツーショット写真を使っており、島谷は「飾らない形でのジャケット写真を撮影してみたかった。自然と撮れた写真なので、自分でも気に入っている」とコメントしている。CD＋DVD盤とCD盤の2種。

## 収録曲
1. 心のままに
  - NHK ドラマ10『愛おしくて』主題歌
2. 亜麻色の髪の乙女（kyo-koko session）
3. Neva Eva（kyo-koko session）
4. Dragonfly（kyo-koko session）
5. fu・wa・ri（kyo-koko session）
6. 口づけしよう（kyo-koko session）
7. 心のままに（gut guitar melody version）- CD盤のみ収録
8. 心のままに（ドラマ「愛おしくて」version）- CD盤のみ収録

### DVD収録曲
1. 心のままに Music Video
2. behind the scene shot 1
3. fu･wa･ri（kyo-koko session）
4. behind the scene shot 2